# Elio (film)
Elio is een Amerikaanse animatiefilm uit 2025 van Pixar Animation Studios, geregisseerd door Madeline Sharafian, Domee Shi en Adrian Molina.

## Verhaal
De elfjarige Elio is een ruimtefanaat met een levendige verbeelding en een enorme obsessie voor buitenaardse wezens. Wanneer hij wordt opgebeamd naar het "Communiverse", een interplanetaire organisatie met vertegenwoordigers uit sterrenstelsels van heinde en verre, wordt hij ten onrechte aangezien voor de leider van de Aarde. Hij moet nieuwe banden smeden met excentrieke buitenaardse levensvormen, een crisis van intergalactische proporties overwinnen en op de een of andere manier ontdekken wie en waar hij werkelijk hoort te zijn.

## Stemverdeling
| Personage   | Engelse stem          | Nederlandse stem | Vlaamse stem           |
| ----------- | --------------------- | ---------------- | ---------------------- |
| Elio Solis  | Yonas Kibreab         | Carlos Amno      | Viktor Kryeziu         |
| Olga Solis  | Zoe Saldaña           | Joy Wielkens     | Line Ellegiers         |
| Glordon     | Remy Edgerly          | Pepijn Le Poole  | Tiebe Hermans          |
| Lord Grigon | Brad Garrett          | Marcel Jonker    | Jenne Decleir          |
| Questa      | Jameela Jamil         | Tina de Bruin    | Maja Van Honsté        |
| OOOOO       | Shirley Henderson     | Anne van Veen    | Elisabeth Lucie Baeten |
| Tegmen      | Matthias Schweighöfer | Ewout Eggink     | Arno Van Impe          |

## Productie
Op 9 september 2022, tijdens de "D23 Expo", kondigde Pixar Animation Studios een nieuwe originele film aan met de titel Elio, met Adrian Molina als regisseur en Mary Alice Drumm als producent. Het zou Molinas solo-regiedebuut zijn, na Coco (2017) mede te hebben geregisseerd en geschreven.
Op 12 juni 2024 onthulde Pete Docter, de creatief directeur van Pixar, dat regisseur Domee Shi aan de film werkte. Ze werd officieel aangekondigd als de nieuwe regisseur tijdens het D23-fanevenement op 9 augustus 2024, samen met Madeline Sharafian, waarbij Molina de film verliet om aan Coco 2 te werken. Molina wordt wel mede gecrediteerd als regisseur.

## Muziek
In november 2024 werd aangekondigd dat Rob Simonsen de muziek voor de film zou componeren.

## Release en ontvangst
Elio ging op 10 juni 2025 in première in het El Capitan Theatre in Hollywood. De film ging op 20 juni 2025 in première in de Amerikaanse bioscopen. De filmpremière was oorspronkelijk gepland op 1 maart 2024 maar wegens de SAG-AFTRA-staking van 2023 werd de release uitgesteld, eerst naar 13 juni 2025 en vervolgens naar een week later.
De film kreeg overwegend positieve kritieken van de filmcritici, met een score van 83% op Rotten Tomatoes, gebaseerd op 188 beoordelingen.

### Kassaopbrengsten
Elio ging in de Amerikaanse bioscopen in première naast 28 Years Later met de verwachting van een bruto-opbrengst in het openingsweekend van 20 miljoen Amerikaanse dollars in 3750 bioscopen. De film bracht uiteindelijk 21 miljoen dollar op in zijn openingsweekend en eindigde daarmee op de derde plaats aan de kassa.